# Povl Ole Fanger
Povl Ole Fanger (16. juli 1934 i Vejlby – 18. september 2006 i Syracuse, New York, USA) var professor ved Danmarks Tekniske Universitet, hvor han forskede i indeklimaets påvirkning på mennesker.
P. Ole Fanger var en af Danmarks mest anerkendte forskere og blev regnet som den førende forsker i verden på sit felt. Han opnåede at modtage 79 hædersbevisninger fra 27 lande, heraf 15 æresdoktorgrader ved udenlandske universiteter. 2005 blev han æresmedlem af Ingeniørforeningen i Danmark.
Fanger blev civilingeniør i 1957 og var beskæftiget ved DTU fra 1959 frem til sin død. Da han i 2004 officielt gik på pension, fortsatte han som seniorprofessor ved International Centre for Indoor Environment and Energy, som han selv havde været med til at grundlægge.
Han ejede Sostrup gods.